# Parisienne
Parisienne is een historisch sigaretten- en motorfietsmerk.
Dit Zwitserse sigarettenmerk sponsorde vanaf in 1983 het 250 cc wegraceteam van ELF-Suisse, dat eigendom was van Michel Métraux. 
De motorfiets was ontwikkeld door Jörg Möller en van een Bakker frame voorzien. Möller maakte gebruik van een MBA-blok. De machine was niet succesvol en eind 1986 maakte LCR een ander frame, maar ELF-Suisse besloot over te stappen op productie-Honda’s die in de teamkleuren werden gespoten. 